# Museu del Cau Ferrat
El Museu del Cau Ferrat es troba al nucli antic de Sitges (Garraf), a la vora de la platja de Sant Sebastià. L'edifici, declarat bé cultural d'interès nacional, va ser la casa-taller de l'artista i escriptor Santiago Rusiñol, una de les figures destacades del Modernisme a Catalunya i des de 1933 és museu públic. Actualment, és un dels tres de la localitat i està gestionat pel Consorci del Patrimoni de Sitges. És també una de les seccións del Museu Nacional d'Art de Catalunya.

## Història

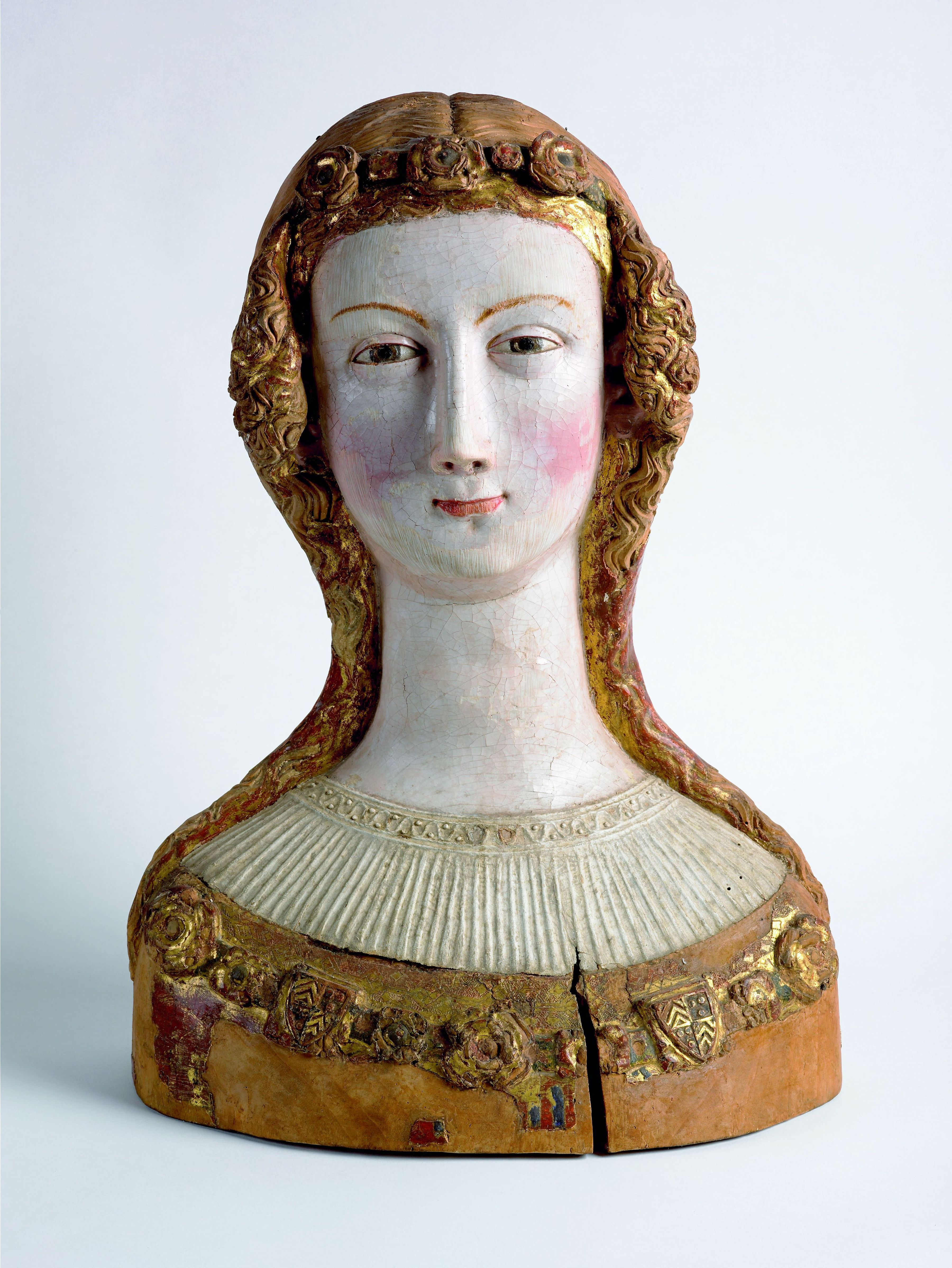
Dama del Cau Ferrat. Obra catalanovalenciana, primera meitat del segle XV

El seu origen es troba en la col·lecció de ferros forjats que Santiago Rusiñol havia recollit en els seus viatges per Catalunya. Inicialment es va instal·lar al taller de l'escultor Enric Clarasó i Daudí, situat al carrer de Muntaner, 38 de Barcelona. En aquest espai, on es reunien amb altres artistes, Clarasó hi treballava i Rusiñol pintava al natural.
L'any 1893, Santiago Rusiñol va adquirir una casa de pescadors a Sitges, a l'antic barri de Sant Joan, situada al que avui es coneix com a Racó de la Calma. L'any següent, va comprar la casa del costat, Can Sense, també construïda al segle xiv, i les enderrocà per a construir-hi la seva casa-taller, que va anomenar Cau perquè volia que fos un refugi per als amants de la poesia i Ferrat per la col·lecció de ferros forjats. El projecte fou encarregat a l'arquitecte Francesc Rogent i la casa es va inaugurar en petit comitè el dia 11 de setembre del 1893, tot i que la seva inauguració oficial fou el 25 de juliol del 1894, amb actuació de la banda municipal inclosa.
Hi  van passar els pintors, músics, poetes i escriptors més importants del final del segle xix i des d'aquí van obrir Catalunya als corrents europeus més innovadors del moment. Durant l'estada de Rusiñol a Cau Ferrat es van organitzar diverses festes, conegudes com les Festes Modernistes. La més rellevant és la Tercera, de 1894, quan Rusiñol va traslladar-hi els dos quadres de El Greco que havia adquirit aquella primavera a París i el 4 de novembre de 1894, en arribar al poble, van ser rebuts com si es tractés d'una festa major, amb una comitiva popular i personalitats rellevants del món intel·lectual català. Els quadres eren Les llàgrimes de Sant Pere i Magdalena penitent.
L'artista va morir el 1931, i en el seu testament, Rusiñol va llegar la casa a la vila de Sitges. El 13 de desembre del 1932, l'Ajuntament va rebre el llegat de mans de la seva família, i el 16 d'abril del 1933, el Cau Ferrat fou inaugurat com a museu públic. Estigué sota la tutela de la Junta de Museus de Catalunya, dirigit per Joaquim Folch i Torres, que va tenir cura de la museïtzació del Temple del Modernisme. L'any 2010 es va tancar per tal d'iniciar un procés d'obres de rehabilitació, restauració i adequació a la normativa actual de museus i es va tornar a reobrir a finals del 2014.

## Edifici
Consta de planta baixa i pis. En el procés de construcció es van aprofitar materials procedents de l'enderroc de l'antic castell de Sitges: un llenç de paret i les finestres que actualment constitueixen els elements més característics de la façana. El museu, que s'instal·là a l'espai abans ocupat per dues antigues cases de pescadors, mostra, a més, en la seva estructura i decoració, elements de l'arquitectura popular (per exemple, la porta d'accés d'arc de pedra adovellat) juntament amb altres propis del llenguatge neogòtic. L'interior ha estat adaptat per allotjar la col·lecció de pintures, escultures, ferros i altres objectes llegats per Santiago Rusiñol a la vila de Sitges.

## Col·leccions

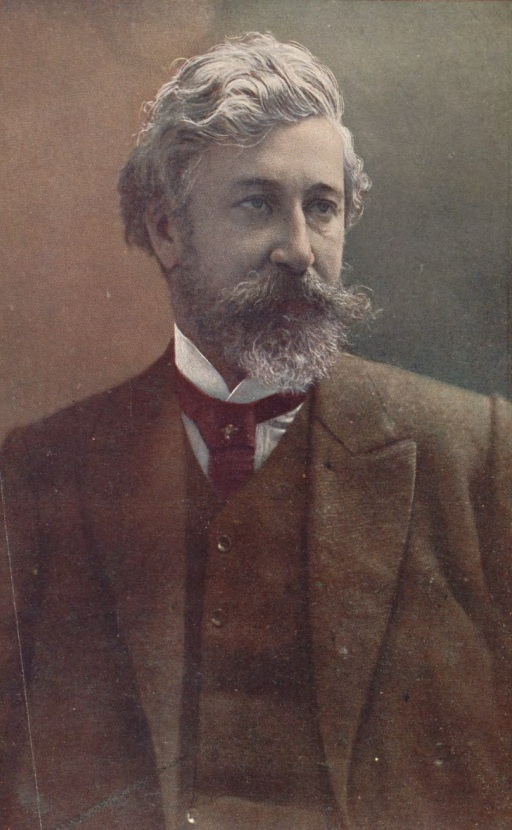
Santiago Rusiñol, de Kaulak (1906)

L'art, el col·leccionisme i l'excursionisme són els tres elements confluents en la figura i l'interès artístic de Santiago Rusiñol. Totes tres vessants el van convertir en un personatge polièdric on es complementava la mirada de l'artista, l'intel·lectual, l'excursionista científic, el periodista, l'arqueòleg, l'escriptor i el col·leccionista. La formació de la col·lecció d'art de Rusiñol correspon a tres etapes. La primera es correspon, principalment, a la formació de la col·lecció de forja i a les peces d'art antic. La segona etapa, ja dins el Cau Ferrat, s'inicia amb la compra dels quadres del Greco a París el 1894 i finalitza el 1902, amb l'adquisició de la col·lecció de vidres. La darrera coincideix amb un canvi de vida de Rusiñol a partir del qual, entren a la col·lecció les peces d'arqueologia preromana i púnica, les vinyetes de Ramon Casas i diferents peces de ceràmica provenen dels viatges i campanyes de Rusiñol per Andalusia, Mallorca, el País Valencià o Castella.

### Pintura i dibuix

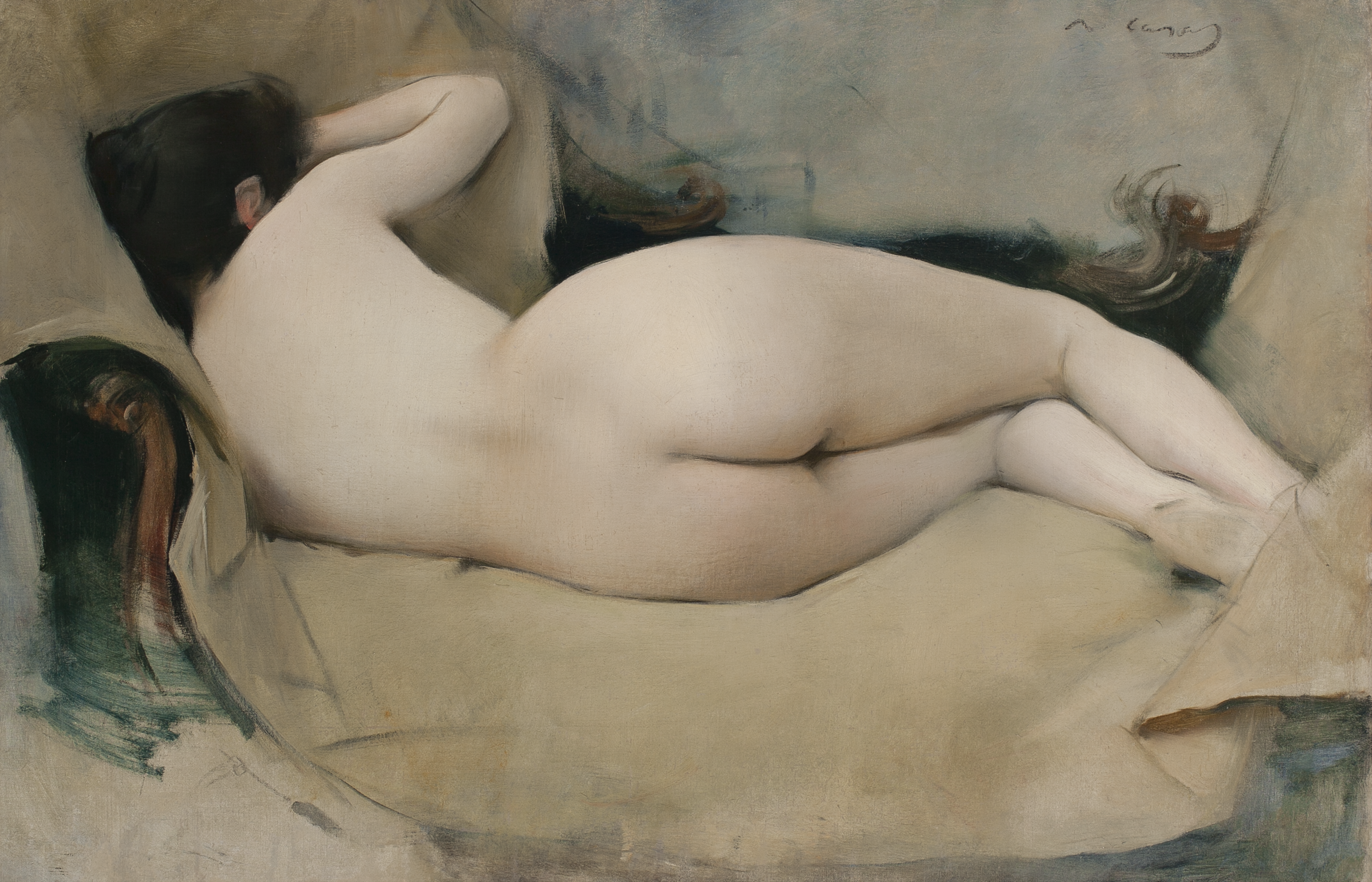
Ramon Casas. Nu femení, 1894. Oli sobre tela

La col·lecció de pintura i dibuix del Cau Ferrat és, juntament amb la de ferros, la més nombrosa quant a peces. Altrament, és també una de les col·leccions que més interès desperta entre els visitants. D'una banda, perquè aplega aquelles obres russinyolianes que l'artista volgué conservar tota la vida i per les quals sentia una estimació especial (algunes ni tan sols foren exposades en vida de l'autor). I de l'altra, perquè hi són representats molts dels principals noms de la pintura catalana de finals del segle xix i principis del xx: Ramon Casas, Pablo Picasso, Arcadi Mas i Fondevila, Isidre Nonell, Hermen Anglada i Camarasa, Ramon Pichot i Gironès, etc. Alguns d'ells foren grans amics de Rusiñol i amb d'altres hi tingué només una relació tangencial. En tots els casos, però, les pintures i els dibuixos del Cau reflecteixen els gustos del seu propietari i també els corrents artístics que en aquella època estaven en voga: impressionisme, modernisme, simbolisme, etc.

### Ferros

Picaporta de la Casa de l'Ardiaca (Barcelona), c 1490-1510

Tot i que de mica en mica es va pal·liant l'error, massa sovint les facetes de pintor i de literat han deixat a l'ombra el vessant col·leccionista de Santiago Rusiñol. Els seus quadres i els seus llibres han merescut l'atenció i l'anàlisi de molts estudiosos que han dedicat força pàgines a glossar l'artista o l'intel·lectual i que, en canvi, han esmentat de passada –gairebé com si es tractés d'un divertiment– la seva gran passió per col·leccionar antiguitats i, principalment, objectes de forja. I, tanmateix, des d'un punt de vista cronològic, la reputació de Rusiñol com a col·leccionista de ferros fou anterior a la seva notorietat pictòrica i a la seva popularitat com a dramaturg.
Gràcies a Rusiñol i a un reduït grup de col·leccionistes de peces antigues de ferro (entre ells, diversos amics seus que compartien la mateixa dèria), l'art de la forja deixà de ser vist com una expressió creativa menor i començà a esdevenir matèria d'estudi, alhora que experimentava una important revaloració que, com en molts altres oficis artesans, es faria evident sobretot en l'arquitectura modernista (tan sols cal recordar el virtuosisme que assoleixen els treballs de ferro en alguns dels edificis projectats per Gaudí, Puig i Cadafalch o Domènech i Montaner).
Al 2021, la porta ferrada de la col·lecció de Rusiñol, procedent d'alguna església de la Cerdanya, fou datada per C14 entre 1022 i 1160, amb un 100% de probabilitat, cosa que en fa la porta més antiga conservada i datada a Catalunya.

### Vidre

Gerreta. Venècia, Finals del, inicis del segle XVIII

A diferència de la col·lecció de ferros, una part de la qual ja decorà les parets de l'estudi-taller de Barcelona que Santiago Rusiñol compartia amb Enric Clarasó, la col·lecció de vidres arribà directament
a Sitges amb posterioritat a l'edificació del Cau Ferrat.
De fet, no es tracta d'un conjunt homogeni, sinó de dues grans col·leccions que apleguen un total de gairebé quatre-cents objectes aconseguits per Rusiñol en dos moments distints de la seva vida. Al Gran Saló es troba la col·lecció de vidres d'època moderna, mentre que a la sala del Brollador hi ha ubicada la de vidres arqueològics o antics. Les diverses procedències de les peces i l'ampli ventall cronològic que cobreixen fan que hi siguin presents gran part de les diferents tècniques amb les quals s'ha treballat aquest material al llarg de la història.

### Mobles i escultura
El visitant que entra per primera vegada al Cau Ferrat queda sorprès davant l'extraordinària quantitat de peces que allotja el museu i l'horror vacui que presideix tot l'edifici, motiu pel qual moltes d'elles són vistes de reüll o fins i tot ignorades. Entre els objectes que passen més desapercebuts –llevat d'aquells que destaquen pel seu volum–, hi ha els mobles i les escultures, que freqüentment són considerats simples complements decoratius sense cap valor intrínsec.
És cert que tant el mobiliari com el conjunt de talles i escultures no tenen la importància de les col·leccions de ferro i de vidre, però tampoc no es pot negar que apleguen algunes peces excepcionals que mereixen ser observades més detingudament.

### Ceràmica

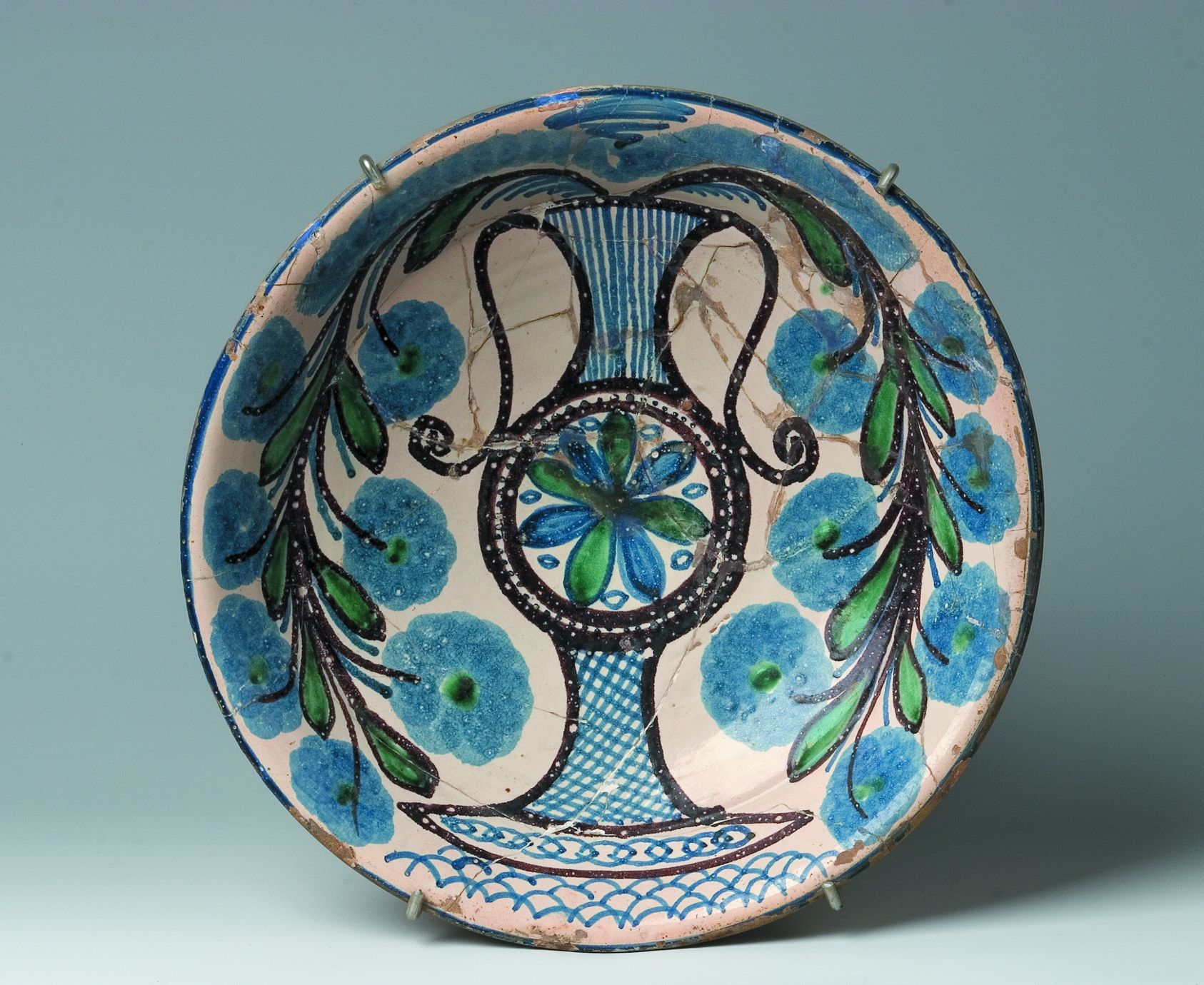
Plat. Muel, segle XIX

Al llarg de la seva vida, Santiago Rusiñol aplegà una important col·lecció de ceràmica que avui dia es concentra fonamentalment en dues de les estances de la planta baixa del Cau Ferrat: la cuina-menjador i la sala del Brollador. En elles el visitant hi trobarà una heterogènia mostra de més de dues-centes peces que abasten des del segle xiv fins al XIX: sobretot plats i plàteres, però també escudelles, pots de farmàcia, rentamans, bols, gibrells, fruiteres, càntirs, soperes i diversos plafons de rajoles.
La procedència d'aquests objectes és molt diversa. La terrisseria catalana suposa quasi la quarta part de la col·lecció, encara que hi són representats també els principals centres de producció ceràmica del País Valencià, Aragó, Castella, Andalusia i Múrcia. El conjunt es completa amb unes quantes peces procedents de Mallorca, Itàlia i França.

## Galeria

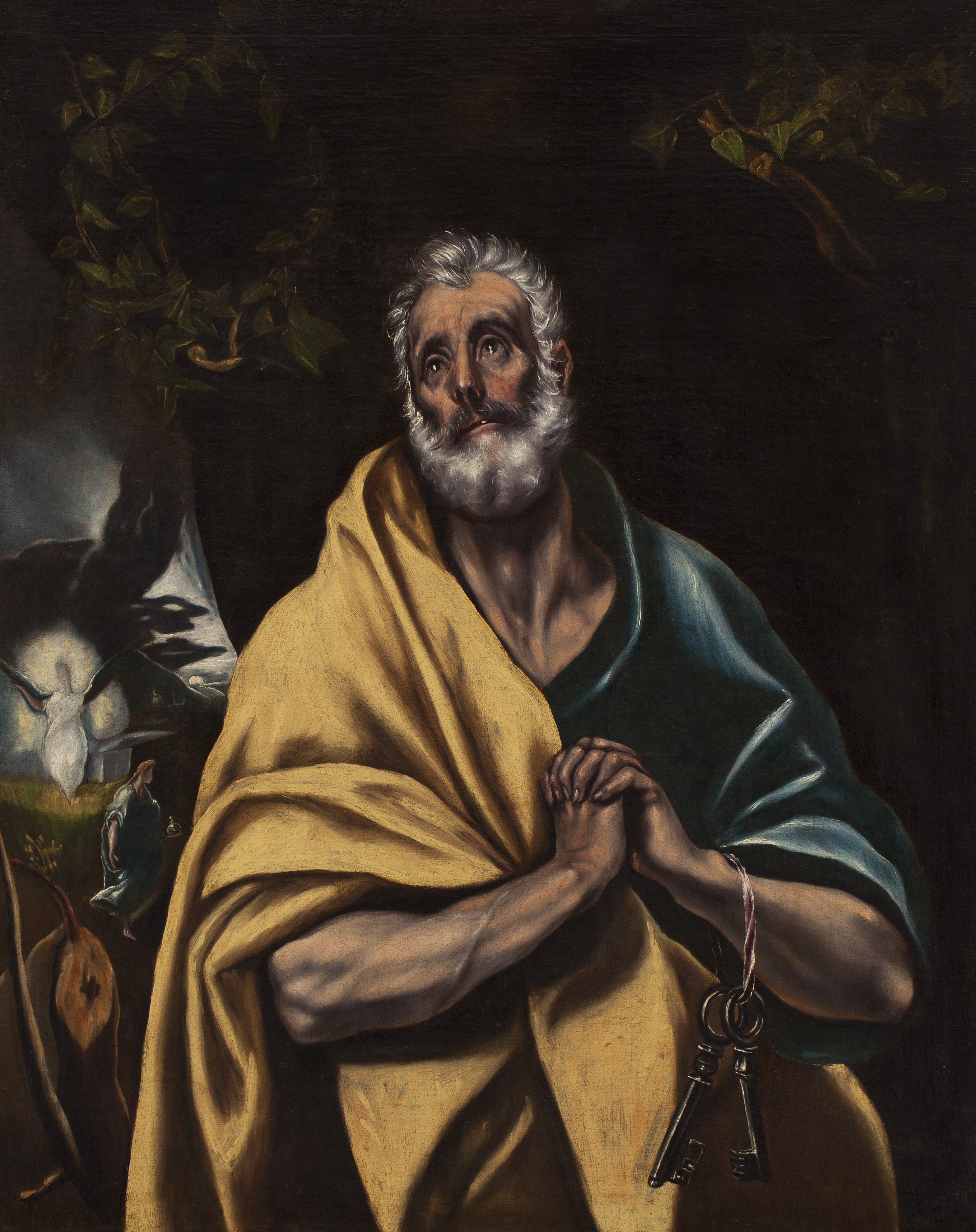
El Greco: Les llàgrimes de sant Pere, c-1595-1614
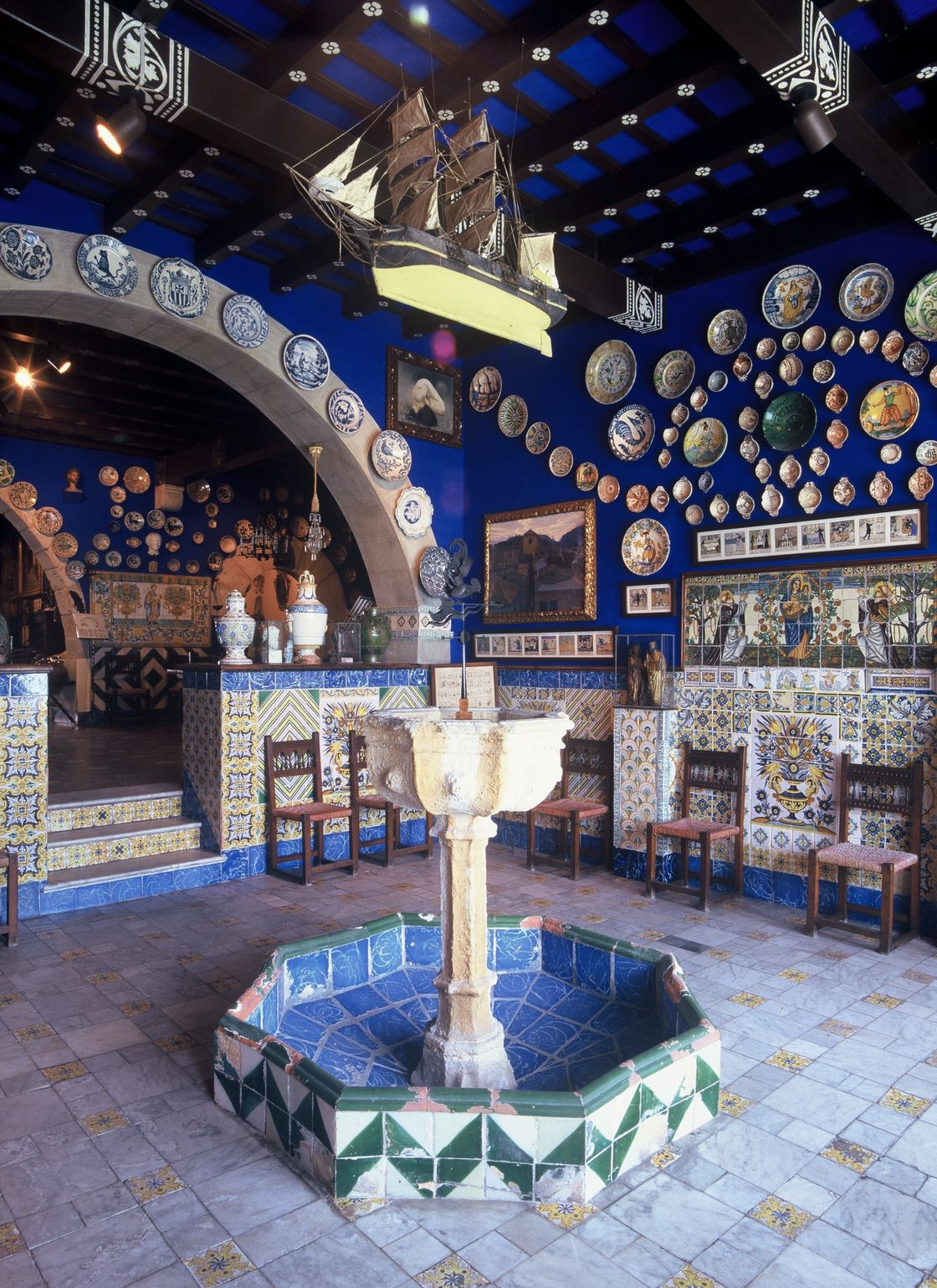
Sala del Brollador
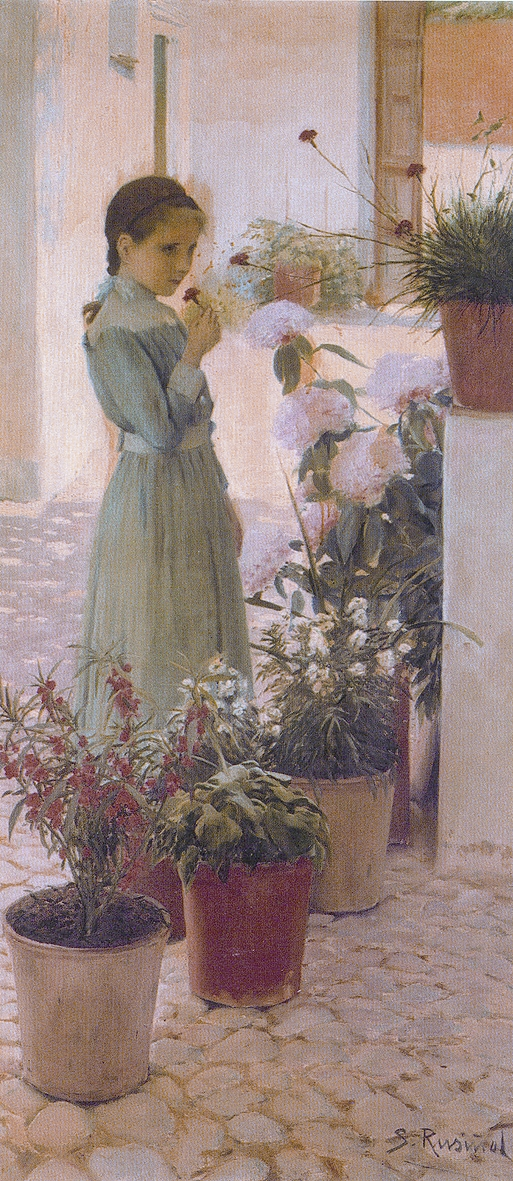
Santiago Rusiñol: La nena de la clavellina, 1893
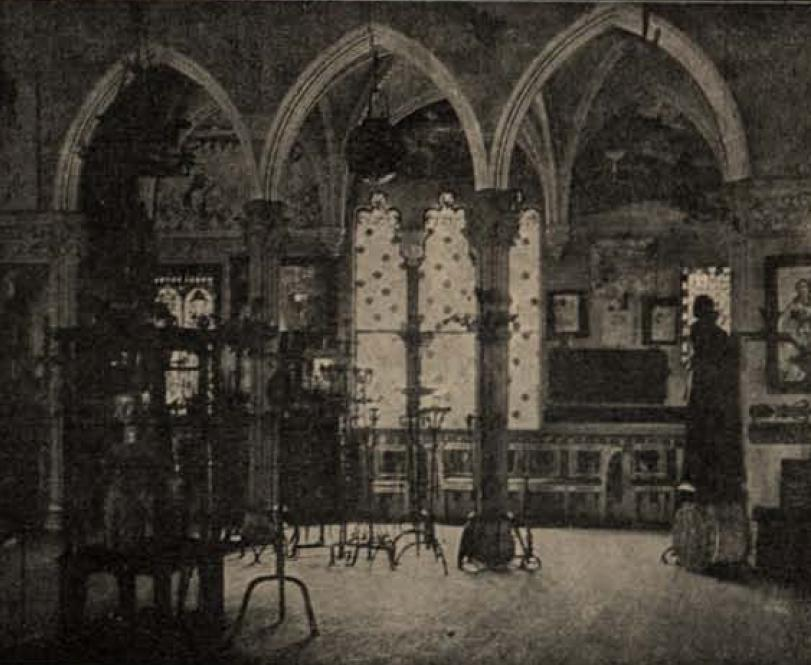
Museu del Cau Ferrat
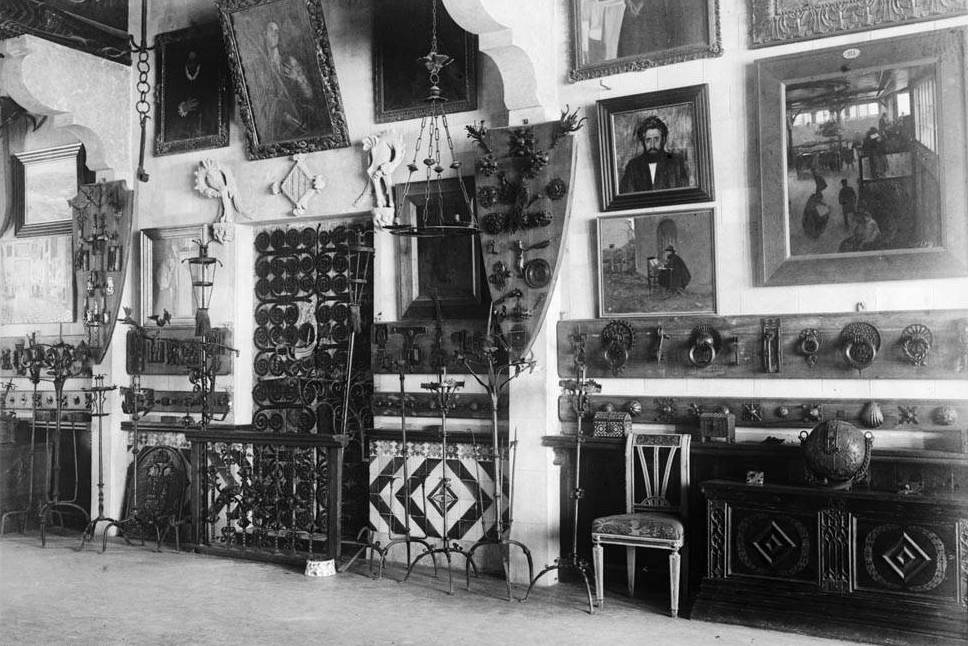
Quadres i objectes de ferro forjat (imatge d'entre 1880 i 1926)

## Activitats educatives
Els Museus de Sitges compten amb un Departament d'Educació que desenvolupat i organitza propostes educatives adreçades a tots els públics amb l'objectiu d'ajudar els visitants a complementar i conèixer més profundament el patrimoni i la història de Sitges. Les activitats es poden gaudir a través de tallers adreçats a tota la família, a la gent jove i a la gent gran. Durant tot l'any, un cop al mes i coincidint amb les festivitats del calendari, festes locals i exposicions temporals el Museu organitza tallers adreçats a tota la família sobre el Cau Ferrat i Santiago Rusiñol. A més, mostra una oferta de visites guiades a la població.